# (2258) Виипури
(2258) Виипури (фин. Viipuri) — астероид главного пояса, который был открыт 7 октября 1939 года финским астрономом Ирьё Вяйсяля в обсерватории Турку, Финляндия и назван в честь города Выборг, который в 1939 году входил в состав Финляндии и носил название Viipuri.

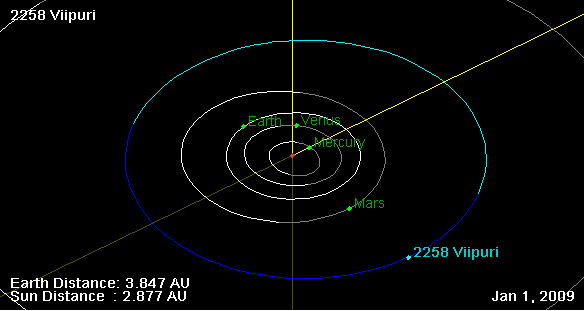
Орбита астероида Виипури и его положение в Солнечной системе

В 2003 году, по данным изменения кривой блеска, был определён период вращения астероида с точностью до 0,005 часа.